# Río Pariahuanca
Der Río Pariahuanca, im Oberlauf Quebrada Anchipata, im Mittellauf Río Lampa, ist ein 53 km langer linker Nebenfluss des Río Mantaro in Zentral-Peru. 

## Flusslauf
Der Río Pariahuanca wird von einem Gletscher an der Nordostflanke des 5350 m hohen in der Cordillera Huaytapallana gelegenen Nevado Anchigrande gespeist. Das Quellgebiet liegt ungefähr auf einer Höhe von 4650 m. Der Fluss fließt anfangs 4 km nach Nordosten, bevor er in Richtung Südosten schwenkt. Er durchquert den Distrikt Pariahuanca in der Provinz Huancayo.
Bei Flusskilometer 26 passiert der Fluss das am linken Flussufer gelegene Distriktverwaltungszentrum Lampa. Er nimmt mehrere Flüsse von links als auch von rechts auf. Bei Flusskilometer 15 mündet die Quebrada Pomachaca, bei Flusskilometer 10 der Río Matibamba, beide von rechts, in den Río Pariahuanca. 
Auf den unteren 12,5 Kilometern bildet der Fluss die Grenze zwischen den Provinzen in den Provinzen Huancayo (Region Junín) und Tayacaja (Region Huancavelica). Der Río Pariahuanca mündet schließlich auf einer Höhe von etwa 1272 m in den Unterlauf des Río Mantaro. Dieser kommt von Süden und wendet sich unterhalb der Einmündung des Río Pariahuanca nach Osten.

## Einzugsgebiet
Der Río Pariahuanca entwässert ein Areal von etwa 990 km². Dieses beinhaltet den Osten der Cordillera Huaytapallana, ein Gebirgszug der peruanischen Zentralkordillere nordöstlich der Regionshauptstadt Huancayo. Das Einzugsgebiet grenzt im Süden an das des Río Huanchuy, im Westen an das des Oberlaufs des Río Mantaro und des Río Shullcas, im Nordwesten an das des Río Tulumayo sowie im Norden und im Nordosten an das des Río San Fernando.